# Göthe Grefbo
Göthe Grefbo, eigenlijke naam Bror Göte Ingvar Englund, (Föllinge Jämtland, 30 oktober 1921 - Kungsholms Församling, Stockholm, 17 mei 1991) was een Zweeds acteur. In 1948 maakte hij zijn filmdebuut in Gustaf Molanders' film "Eva". In totaal werkte Grefbo mee aan ongeveer 60 producties.

## Filmografie
| Jaartal | Film                                                       |
| ------- | ---------------------------------------------------------- |
| 1989    | Dårfinkar & dönickar                                       |
| 1988    | Kråsnålen (televisieserie)                                 |
| 1986    | Morrhår och ärtor                                          |
| 1986    | I lagens namn                                              |
| 1983    | Kalabaliken i Bender                                       |
| 1980    | Sverige åt svenskarna                                      |
| 1977    | Semlons gröna dalar (televisieserie)                       |
| 1977    | Bröderna Lejonhjärta                                       |
| 1976    | Bel Ami                                                    |
| 1975    | Champagnegalopp                                            |
| 1973    | Här kommer Pippi Långstrump (Pippi zet de boel op stelten) |
| 1973    | Bröllopet                                                  |
| 1973    | Någonstans i Sverige (televisieserie)                      |
| 1973    | Emil och griseknoen                                        |
| 1972    | Firmafesten                                                |
| 1971    | Lockfågeln                                                 |
| 1969    | Ur kärlekens språk                                         |
| 1969    | Bokhandlaren som slutade bada                              |
| 1969    | Eva - den utstötta                                         |
| 1969    | Pippi Långstrump (Pippi Langkous)                          |
| 1968    | Bombi Bitt och jag (televisieserie)                        |
| 1964    | Svenska bilder                                             |
| 1959    | Bara en kypare                                             |
| 1958    | Jazzgossen                                                 |
| 1958    | Flottans överman                                           |
| 1956    | Ratataa                                                    |
| 1955    | Vildfåglar                                                 |
| 1955    | Friarannonsen                                              |
| 1955    | Den glade skomakaren                                       |
| 1954    | I rök och dans                                             |
| 1953    | Vägen till Klockrike                                       |
| 1953    | Dumbom                                                     |
| 1953    | Zomer met Monika (Sommaren med Monika)                     |
| 1950    | Två trappor över gården                                    |
| 1950    | Restaurant Intim                                           |
| 1948    | Janne Vängmans bravader                                    |